# Halowe Mistrzostwa Europy w Lekkoatletyce 1984 – bieg na 60 m kobiet
Bieg na 60 metrów kobiet – jedna z konkurencji biegowych rozgrywanych podczas halowych lekkoatletycznych mistrzostw Europy w  hali Scandinavium w Göteborgu. Eliminacje i bieg finałowy zostały rozegrane 4 marca 1984. Zwyciężyła reprezentantka Wielkiej Brytanii Beverly Kinch. Tytułu zdobytego na poprzednich mistrzostwach nie broniła Marlies Göhr z Niemieckiej Republiki Demokratycznej.

## Rezultaty

### Eliminacje
Rozegrano 2 biegi eliminacyjne, do których przystąpiło 15 biegaczek. Awans do finału dawało zajęcie jednego z pierwszych trzech miejsc w swoim biegu (Q). Skład finału uzupełniły dwie zawodniczki z najlepszym czasem wśród przegranych (q).
Opracowano na podstawie materiału źródłowego.
Bieg 1
| Miejsce | Zawodniczka      | Czas | Uwagi |
| ------- | ---------------- | ---- | ----- |
| 1       | Nelli Cooman     | 7,25 | Q,    |
| 2       | Beverly Kinch    | 7,26 | Q     |
| 3       | Eva Murková      | 7,41 | Q     |
| 4       | Daniela Ferrian  | 7,47 |       |
| 5       | Linda Haglund    | 7,47 |       |
| 6       | Dorthe Rasmussen | 7,53 |       |
| 7       | Marjan Olyslager | 7,70 |       |

Bieg 2
| Miejsce | Zawodniczka       | Czas | Uwagi |
| ------- | ----------------- | ---- | ----- |
| 1       | Jayne Christian   | 7,29 | Q     |
| 2       | Anelija Nunewa    | 7,29 | Q     |
| 3       | Els Vader         | 7,41 | Q     |
| 4       | Lena Möller       | 7,41 | q     |
| 5       | Edith Oker        | 7,42 | q     |
| 6       | Teresa Rioné      | 7,49 |       |
| 7       | Štěpánka Sokolová | 7,53 |       |
| 8       | Pia Engström      | 7,64 |       |

### Finał
Opracowano na podstawie materiału źródłowego.
| Miejsce | Zawodniczka     | Czas | Uwagi |
| ------- | --------------- | ---- | ----- |
| 1       | Beverly Kinch   | 7,16 |       |
| 2       | Anelija Nunewa  | 7,23 |       |
| 3       | Nelli Cooman    | 7,23 | NR    |
| 4       | Jayne Christian | 7,30 |       |
| 5       | Eva Murková     | 7,35 |       |
| 6       | Edith Oker      | 7,42 |       |
| 7       | Lena Möller     | 7,42 |       |
| –       | Els Vader       | DNF  |       |